# Nazionale maschile di calcio di El Salvador
La Nazionale di calcio di El Salvador (Selección de fútbol de El Salvador) è la rappresentativa nazionale calcistica dell'omonimo stato centroamericano ed è posta sotto l'egida della Federación Salvadoreña de Fútbol.
Nella classifica ranking FIFA la migliore posizione raggiunta è stata la 49ª, nell'aprile 2012, mentre la peggiore è stata la 190ª posizione nel novembre 2006. Occupa la 69ª posizione.

## Storia

### Risultati in Coppa del Mondo
Ha partecipato a 2 fasi finali dei Campionati mondiali di calcio, quella del 1970 e quella del 1982.
In entrambe le occasioni ottenne risultati modesti: a Messico 1970 è arrivata ultima nel Gruppo 1 dietro a Unione Sovietica, Messico e Belgio, perdendo tutte le partite senza segnare nemmeno un gol, mentre a Spagna 1982 si è classificata ultima nel Gruppo 3 alle spalle di Ungheria, Argentina e Belgio, perdendo 10-1 contro i magiari nel primo incontro, 1-0 contro i belgi e 2-0 contro gli argentini nell'ultima partita.

### Risultati in Gold Cup
Il miglior piazzamento ottenuto a livello continentale nella Gold Cup è arrivato nel 2002 e nel 2003, quando la squadra è stata eliminata ai quarti di finale. Nell'edizione del 2002 è stata sconfitta per 4-0 dagli Stati Uniti, mentre nel 2003 è stata eliminata dalla Costa Rica, che si impose per 5-2. Non qualificatasi all'edizione del 2005, riuscì ad arrivare alle edizioni del 2007 e del 2009, vincendo, a sorpresa in entrambi i tornei, la prima partita del proprio girone, salvo poi non riuscire a passare il primo turno.

## Rivalità
È contrapposta da una fortissima rivalità con l'Honduras: lo spareggio per le qualificazioni a Messico 1970 tra le due squadre fu la scintilla (anche se i veri motivi furono ben altri) che degenerò nella Guerra del calcio. Forti attriti si segnalano anche con le nazionali del Messico e della Costa Rica.

## Partecipazioni ai tornei internazionali
Legenda: Grassetto: Risultato migliore, Corsivo: Mancate partecipazioni

## Tutte le rose

### Mondiali
Coppa del Mondo FIFA 19701 Magaña, 2 Rivas, 3 Mariona, 4 Cortés, 5 Osorio, 6 Quintanilla, 7 Rodríguez, 8 Vásquez, 9 Martínez, 10 Cabezas, 11 Aparicio, 12 Monge, 13 Pineda, 14 Manzano, 15 Cabrera, 16 Sermeño, 17 Portillo, 18 Castro, 19 Méndez, 20 Fernández, 21 Acevedo, 22 Villalta, CT: Carrasco
Coppa del Mondo FIFA 19821 Mora, 2 Castillo, 3 Jovel, 4 Recinos, 5 Fagoaga, 6 Ventura, 7 Aquino, 8 Rugamas, 9 E.F. Hernández, 10 Huezo, 11 González, 12 Osorto, 13 Rivas, 14 Ramírez, 15 J. Rodríguez, 16 Alfaro, 17 Ragazzone, 18 Díaz, 19 E. Hernández, 20 Munguía, CT: M. Rodríguez

### Gold Cup
CONCACAF Gold Cup 19961 R. García, 2 Mayén Meza, 3 Cárcamo, 4 Osorio, 5 Dowson Prado, 6 Cubías, 7 Rodríguez, 8 C. Castro, 9 Menjívar, 10 Díaz Arce, 11 Cerritos, 12 Cienfuegos, 13 Meléndez, 14 Hernández, 15 G. Rivera, 16 Alfaro, 17 Renderos, 18 Ó. Díaz, 19 Burgos, 20 Iraheta, CT: Pastoriza
CONCACAF Gold Cup 19981 Alfaro, 2 Hernández, 3 Cárcamo, 4 Rojas, 5 de la Cruz, 6 Vićević, 7 Renderos, 8 C. Castro, 9 I. Castro, 10 González, 11 Cerritos, 12 Cienfuegos, 14 Amaya, 16 Argueta, 17 Rodríguez, 18 Guerra, 19 Díaz Arce, 20 Iraheta, 21 G. Rivera, 22 Rivera, CT: Dojčinovski
CONCACAF Gold Cup 20021 Rivera, 2 Osorio, 4 Benítez, 5 Velásquez, 6 Cubías, 7 Canjura, 8 Cabrera, 9 Galdámez, 11 Cerritos, 13 Umanzor, 14 Corrales, 16 A. Martínez, 17 Rodríguez, 18 Navarro, 19 E. Martínez, 20 García, CT: Recinos
CONCACAF Gold Cup 20031 Hernández, 2 Torres Cabrera, 3 González, 4 Castro, 5 Velásquez, 6 Navarro, 7 Sánchez, 8 Cabrera, 9 Mejía, 11 Torres Alegría, 12 Campos, 14 Corrales, 15 Ochoa, 17 Menjívar, 18 Murgas, 19 Pacheco, 21 Quintanilla, 22 Gómez, 24 Morán, CT: Paredes
CONCACAF Gold Cup 20071 Gómez, 2 Guevara, 3 Anaya, 4 Torres, 5 Henríquez, 6 J. O. Martínez, 7 Merino, 8 Menjívar, 9 Campos, 10 Melgar, 11 Cerritos, 12 Carballo, 13 J. E. Martínez, 14 Sánchez, 15 Salazar, 16 Larios, 17 Alas, 18 Escobar, 19 Pacheco, 20 Álvarez, 21 Quintanilla, 22 Portillo, 25 Montes, CT: de los Cobos
CONCACAF Gold Cup 20091 Montes, 2 Escobar, 3 González, 4 Henríquez, 5 Hernández, 6 Martínez, 7 Sánchez, 8 Romero, 9 Corrales, 10 Quintanilla, 11 Zelaya, 12 Salazar, 13 Umanzor, 14 Alas, 15 Pacheco, 16 Jiménez, 17 Castillo, 18 Coreas, 19 Reyes, 20 Turcios, 21 Torres, 22 Villalobos, 23 Barrera, CT: de los Cobos
CONCACAF Gold Cup 20111 Montes, 2 García, 3 González, 4 Purdy, 5 Turcios, 6 Martin, 7 R. Sánchez, 8 Romero, 9 Corrales, 10 Quintanilla, 11 Zelaya, 12 Álvarez, 13 Umanzor, 14 D. Alas, 15 E. Sánchez, 16 J. Alas, 17 Blanco, 18 Portillo, 19 Hernández, 20 Flores, 21 Baires, 22 Gómez, 23 Anaya, CT: Israel
CONCACAF Gold Cup 20131 Portillo, 2 García, 3 Turcios, 4 Purdy, 5 Granadino, 6 Menjívar, 7 Cerén, 8 Romero, 9 Burgos, 10 Santamaria, 11 Zelaya, 12 A. Flores, 13 Larín, 14 Corea, 15 Bonilla, 16 Posadas, 17 Blanco, 18 Villalobos, 19 Mayen, 20 J. Flores, 21 Renderos, 22 Carrillo, 23 Henríquez, CT: Castillo
CONCACAF Gold Cup 20151 Contreras, 2 García, 3 Molina, 4 Torres, 5 Méndoza, 6 Menjívar, 7 Cerén, 8 Henríquez, 9 Burgos, 10 Alas, 11 Bonilla, 12 Álvarez, 13 Larín, 14 Flores, 15 Renderos, 16 Orellana, 17 Romero, 18 Arroyo, 19 Herrera, 20 Punyed, 21 Corea, 22 Carrillo, 23 Maldonado, CT: Roca
CONCACAF Gold Cup 20171 Arroyo, 2 Molina, 3 Domínguez, 4 Romero, 5 Mancía, 6 Menjívar, 7 D. Cerén, 8 Pineda, 9 Bonilla, 10 Mayen, 11 Zelaya, 12 Orellana, 13 Larín, 14 Flores, 15 Burgos, 16 Ó. Cerén, 17 García, 18 Carrillo, 19 Sánchez, 20 Alas, 21 Tamacas, 22 Villalobos, 23 Marroquín, CT: Lara
CONCACAF Gold Cup 20191 Hernández, 2 García, 3 Domínguez, 4 Mancía, 5 Méndoza, 6 Orellana, 7 D. Cerén, 8 Rugamas, 9 Bonilla, 10 Alas, 11 Portillo, 12 Monterrosa, 13 Ortíz, 14 Flores, 15 Jiménez, 16 Ó. Cerén, 17 Paz, 18 Carabantes, 19 Mayen, 20 Marroquín, 21 Tamacas, 22 Pleitéz, 23 Coca, CT: de los Cobos
CONCACAF Gold Cup 20211 González, 2 Sibrián, 3 Domínguez, 4 Zavaleta, 5 Rodríguez, 6 Orellana, 7 Cerén, 8 J. Pérez, 9 Martínez, 10 Moreno, 11 J. Portillo, 12 Monterrosa, 13 Larín, 14 Rivas, 15 Roldan, 16 Rugamas, 17 Henríquez, 18 Pleitéz, 19 Renderos, 20 I. Portillo, 21 Tamacas, 22 Carabantes, 23 Márquez, CT: H. E. Pérez
CONCACAF Gold Cup 20231 González, 2 Cabalceta, 3 Domínguez, 4 Zavaleta, 5 Rodríguez, 6 Orellana, 7 J. Pérez, 8 Landaverde, 9 B. Gil, 10 M. Gil, 11 C. Gil, 12 Canales, 13 Menjívar, 14 Martínez, 15 Roldán, 16 Osorio, 17 Henríquez, 18 Romero, 19 Reyes, 20 Blanco, 21 Tamacas, 22 Pleitez, 23 Cartagena, CT: H. E. Pérez
CONCACAF Gold Cup 20251 González, 2 Sibrián, 3 Domínguez, 4 Cruz, 5 Flores, 6 Guerra, 7 Cerén, 8 Landaverde, 9 Gil, 10 Dueñas, 11 Rivera, 12 Ortíz, 13 Larín, 14 Tejeda, 15 Valladares, 16 Romero, 17 Henríquez, 18 Carabantes, 19 Mauricio, 20 Osorio, 21 Tamacas, 22 Villalobos, 23 Cartagena, 24 Ramírez, 25 Alvarado, 26 Cerritos, CT: H. D. Gómez

### Giochi olimpici
NOTA: per le informazioni sulle rose successive al 1948 visionare la pagina della Nazionale olimpica.

## Rosa attuale
Lista dei giocatori convocati per le gare di CONCACAF Nations League del 14 e 18 novembre 2024.
Statistiche aggiornate al termine della seconda gara.
|  | P | Mario González             | 20 giugno 1997    | 41 | 0  | Alianza                      |  |  |
|  | P | Tomas Romero               | 29 dicembre 2000  | 17 | 0  | Toronto FC                   |  |  |
|  | P | Gerson Lopez               | 20 gennaio 2004   | 0  | 0  | FAS                          |  |  |
|  |   |                            |                   |    |    |                              |  |  |
|  | D | Bryan Tamacas              | 21 febbraio 1995  | 80 | 3  | FAS                          |  |  |
|  | D | Roberto Domínguez          | 9 maggio 1997     | 65 | 1  | Isidro Metapán               |  |  |
|  | D | Ronald Rodríguez           | 22 settembre 1998 | 29 | 0  | Águila                       |  |  |
|  | D | Henry Romero               | 17 ottobre 1991   | 26 | 1  | Alianza                      |  |  |
|  | D | Julio Sibrian              | 10 ottobre 1996   | 17 | 1  | FAS                          |  |  |
|  | D | Jorge Cruz                 | 24 gennaio 2000   | 14 | 0  | Once Deportivo               |  |  |
|  | D | Rudy Clavel                | 17 luglio 1995    | 13 | 0  | Águila                       |  |  |
|  | D | Adan Climaco               | 5 gennaio 2001    | 10 | 0  | Santos de Guápiles           |  |  |
|  |   |                            |                   |    |    |                              |  |  |
|  | C | Darwin Cerén               | 31 dicembre 1989  | 99 | 5  | Águila                       |  |  |
|  | C | Alexander Larín            | 27 giugno 1992    | 85 | 7  | Águila                       |  |  |
|  | C | Christian Martinez         | 19 aprile 1994    | 40 | 0  | Cartaginés                   |  |  |
|  | C | Bryan Landaverde           | 27 maggio 1995    | 26 | 1  | Municipal Limeño             |  |  |
|  | C | Melvin Cartagena           | 30 luglio 1999    | 19 | 0  | Isidro Metapán               |  |  |
|  | C | Nelson Flores              | 17 agosto 1999    | 19 | 0  | San Antonio FC               |  |  |
|  | C | Tereso Benítez             | 13 marzo 2002     | 12 | 1  | Municipal Limeño             |  |  |
|  | C | Mauricio Cerritos          | 17 ottobre 2003   | 0  | 0  | Luis Ángel Firpo             |  |  |
|  | C | Gabriel Pereira de Azevedo | 7 gennaio 2005    | 0  | 0  | Palmeiras                    |  |  |
|  |   |                            |                   |    |    |                              |  |  |
|  | C | Nelson Bonilla             | 11 settembre 1990 | 65 | 20 | Águila                       |  |  |
|  | C | Jairo Henríquez            | 31 agosto 1993    | 51 | 5  | Colorado Springs Switchbacks |  |  |
|  | C | Santos Ortíz               | 22 gennaio 1990   | 16 | 1  | Terengganu                   |  |  |
|  | C | Leonardo Menjívar          | 24 ottobre 2001   | 16 | 0  | Alianza                      |  |  |
|  | C | Styven Vasquez             | 29 ottobre 2002   | 13 | 3  | Terengganu                   |  |  |
|  | C | Rafael Tejada              | 12 marzo 2003     | 7  | 2  | FAS                          |  |  |
|  | C | Francis Castillo           | 7 novembre 2005   | 6  | 1  | Cadice                       |  |  |
|  | C | Nathan Ordaz               | 12 gennaio 2004   | 3  | 0  | Los Angeles FC               |  |  |

## Record individuali
Statistiche aggiornate al 21 giugno 2025.
- I giocatori in grassetto sono ancora in attività con la maglia della nazionale.

### Record presenze
| Posizione | Giocatore       | Pres. | Reti | Periodo   |
| --------- | --------------- | ----- | ---- | --------- |
| 1         | Darwin Cerén    | 103   | 5    | 2012-     |
| 2         | Alexander Larín | 87    | 7    | 2012-     |
| 3         | Alfredo Pacheco | 85    | 7    | 2002-2013 |
| 3         | Bryan Tamacas   | 85    | 3    | 2016-     |
| 5         | Dennis Alas     | 83    | 3    | 2001-2012 |
| 6         | Leonel Cárcamo  | 82    | 0    | 1988-2000 |
| 7         | Marvin González | 81    | 1    | 2002-2011 |
| 8         | Rudis Corrales  | 78    | 17   | 1999-2011 |
| 8         | Ramón Sánchez   | 78    | 2    | 2003-2012 |
| 10        | Osael Romero    | 77    | 16   | 2007-2013 |

### Record reti
| Posizione | Giocatore              | Reti | Pres. | Periodo   |
| --------- | ---------------------- | ---- | ----- | --------- |
| 1         | Raúl Díaz Arce         | 39   | 72    | 1991-2000 |
| 2         | Jorge González         | 26   | 62    | 1976-1998 |
| 3         | Rodolfo Zelaya         | 22   | 51    | 2008-2019 |
| 4         | Nelson Bonilla         | 20   | 65    | 2012-     |
| 5         | José María Rivas       | 19   | 47    | 1979-1989 |
| 5         | Juan Francisco Barraza | 19   | 40    | 1953-1969 |
| 7         | Rudis Corrales         | 17   | 78    | 2001-2011 |
| 8         | Osael Romero           | 16   | 77    | 2007-2013 |
| 8         | Luis Ramirez Zapata    | 16   | 58    | 1971-1989 |